# Аджрадиты
Аджради́ты (араб. عجاردة‎, аджа́рида) — одна из умеренных хариджитских сект, отколовшаяся от надждитов. Основатель — Абд аль-Карим ибн Аджрад.

## История
Основателем секты Абд аль-Карим ибн Аджрад был в числе выступивших против надждитов. Он примкнул к Атие ибн аль-Асваду и уехал в Систан. По некоторым данным Абд аль-Карим ибн Аджрад был сторонником Абу Байхаса, но затем отрекся от него и разработал своё учение.

## Убеждения
В отличие от азракитов, аджрадиты считали, что те, кто не примкнули к их борьбе, могут быть верующими. Они считали желательным (но не обязательным) для себя переселение из тех регионов, население которых не принимало их убеждений. Аджрадиты допускали убийство только солдат официальной армии, которые воевали с ними и запрещали убивать мирных людей.
Помимо этого аджрадиты считали, что:
- необходимо отречься от ребёнка, пока он не достигнет зрелости и его не призовут принять ислам;
- если дети многобожников будут убиты в ходе войны, то они будут в аду вместе со своими отцами;
- имущество не считается дозволенным, пока не убит его владелец;
- нельзя ругать тех, кто отсиживается дома, если знали об их религиозности;
- тот, кто совершил тяжкий грех становится неверным[2].

## Секты аджрадитов
Аджрадиты распались на мелкие секты, которые имели особое мнение в каком-либо из вопросов.
- Салтиты — отказывались от детей, пока они по достижению зрелости не примут ислам.
- Маймуниты — допускали браки с внучками и отрицали существование суры «Юсуф» в Коране.
- Хамзиты — были единодушны с маймунитами, но считали что дети их врагов и многобожников попадут в ад.
- Халафиты — не признавали свободу воли.
- Атрафиты — признавали умозрительные обязанности.
- Шуайбиты — признали свободу воли.
- Хазимиты — считали, что Аллах покровительствует людям или отрекается от них исключительно в соответствии с той верой, с которой они умрут[2].